# アクアフレッシュ
アクアフレッシュ（英語: Aquafresh）は、イギリスのコンシューマー医薬品メーカー、ヘイリオン（Haleon）から発売される歯磨剤（歯磨き粉）と歯ブラシのブランド。日本ではHaleonジャパンが製造販売を行い、アース製薬が発売している。

## 概要
イギリスのビーチャム製薬（現：グラクソ・スミスクライン（GSK））より商標権の貸与と技術提携を受けて、日本では1981年にサンスターから発売。当初は白と青のストライプが特徴だった。白い部分は虫歯予防、青い部分は口臭を防ぐ効果を象徴している。後に赤いストライプのバージョンを追加した2タイプバージョンを経て、3色ストライプの「アクアフレッシュ3」も発売された。この赤い部分は歯垢を除去する効果を象徴する。色が違っても含まれる効果成分は同じなので、部分によって効果が異なるわけではない。そのため、通常とは異なる色にすることも可能であり、プロ野球の阪神タイガースとのコラボレーションによるタイガースバージョンも存在した。
1997年にサンスターとの契約が終了、「コンタック」等の医薬品で知られていたスミスクライン・ビーチャム製薬（当時の日本法人、後のGSK日本法人）による販売に移行した。同社にとって事実上日本市場のトイレタリー製品へ参入することとなる。2002年にGSKが「ポリデント」で知られるブロックドラッグを買収。これにより既にブロックドラッグの製品を販売していたアース製薬に販売委託する。2012年9月に歯磨剤5アイテムをリニューアルし、これまで製品ごとに異なっていたパッケージデザインを統一した。
2015年3月にGSK日本法人のコンシューマーヘルスケア事業本部とノバルティスファーマのOTC事業が統合され、両社の合弁会社としてグラクソ・スミスクライン・コンシューマー・ヘルスケア・ジャパン（GSK CHJ）が発足。2016年2月に「マルチアクション」の発売と「やわらかミント」・「クリアミント」のリニューアルのタイミングで、他の製品も含めて順次GSK CHJへ移行された。
アクアフレッシュブランドの歯ブラシもあり、ネックが曲がるという特徴を持っている。2022年6月に前面に使用されていたプラスチックが廃止される代わりに、紙を主体に窓の部分をセルロースフィルムで覆った100%プラスチックフリーパッケージへ変更された。
同年7月にGSKのコンシューマー・ヘルスケア事業のスピンオフによって設立されたヘイリオンの取扱に移行され、日本でも2024年9月のGSK CHJからの社名変更によりHaleonジャパンの取扱となった。

## 現在発売中の製品
ハミガキ
- アクアフレッシュ クリアミント【医薬部外品】
- アクアフレッシュ やわらかミント【医薬部外品】
- アクアフレッシュ ホワイト&プロテクト クリーンミント【医薬部外品】（2021年3月に「エクストリームクリーン ホワイトニング」からパッケージデザインと製品名が変更されリニューアル）

ハブラシ
- アクアフレッシュ ハブラシ

携帯用セット
- アクアフレッシュ トラベル ソフトケース（「アクアフレッシュ クリアミント（35g）」と「アクアフレッシュ ハブラシ（ふつう）」をソフトケースに封入した携帯用セット）

日本未発売
- アクアフレッシュkids（ただし、Amazon.comで購入可能）